# HD 10647
HD 10647 – gwiazda typu żółto-biały karzeł, położona w gwiazdozbiorze Erydanu. Jest oddalona od Słońca o około 57 lat świetlnych. Jej typ widmowy to F9V (F jest charakterystyczne dla gwiazd żółtobiałych).

## Układ planetarny
Gwiazdę otacza dysk pyłowy. W 2003 roku odkryto planetę podobną do Jowisza krążącą wokół tej gwiazdy, HD 10647 b.